# Ibrahima Sory Soumah
Ibrahima Sory Soumah (sinh ngày 22 tháng 2 năm 1995) là một cầu thủ bóng đá người Guinée thi đấu cho AS Kaloum Star.

## Danh hiệu
AS Kaloum Star
Á quân
- Guinée Championnat National: 2014–15